# 구이린루역

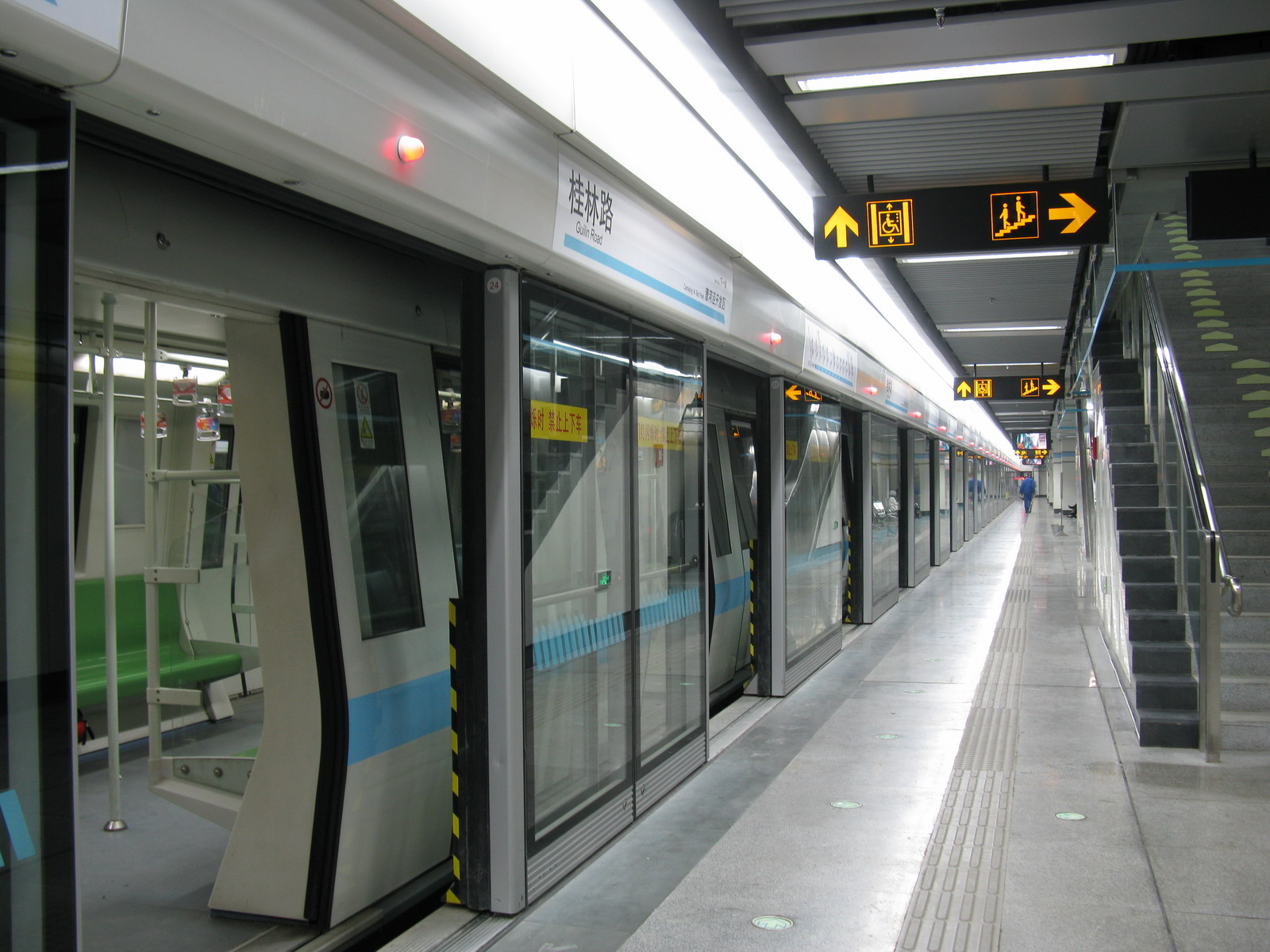
승강장 모습

구이린루역(중국어: 桂林路站)은 중화인민공화국 상하이시에 있는 상하이 지하철 9호선의 역이다.